# Nicole Dreyfus
 (février 2010).
Si vous disposez d'ouvrages ou d'articles de référence ou si vous connaissez des sites web de qualité traitant du thème abordé ici, merci de compléter l'article en donnant les références utiles à sa vérifiabilité et en les liant à la section « Notes et références ».
Pour les articles homonymes, voir Dreyfus.
Nicole Dreyfus, née le 26 mai 1924 à Mulhouse et décédée le 11 février 2010 à Paris 10e, est une avocate.

## Biographie
Nicole Dreyfus, née à Mulhouse, part avec sa mère, cinq ans après la mort de son père, en 1937, vivre à Nice où elle est lycéenne et passe le baccalauréat. Elle s'inscrit à l'université en philosophie et en droit à Nice et Aix-en-Provence. À l'arrivée des Allemands en août 1943, elle obtient des faux papiers, grâce au soutien de réseaux de résistants, pour résider à Monte-Carlo, qui n'est pas occupé, puis, en mars 1944, grâce à l'aide de cousins vivant en Suisse, sa mère et elle se réfugient six mois à Genève. À la Libération, elle obtient sa licence en droit et en 1946, à l'âge de 22 ans, elle prête serment et devient avocate.
Inscrite au parti communiste depuis 1949, elle s'est très vite engagée dans de nombreux procès politiques. Elle fait partie du collectif de défense du FLN de 1956 en plaidant pour les militants algériens du FLN, à la fin des années 1950 et au début des années 1960. En 1957, elle a notamment assuré la défense, à Alger, de deux jeunes filles mineures, Baya Hocine et Djaouher Akrour, accusées d'actes de terrorisme, qui furent condamnées à mort mais dont le jugement fut cassé par la Cour de cassation. La défense de nombreux militants du FLN  lui valut d'être menacée de mort à Alger. Connue pour sa rigueur et pour l'engagement de toute sa vie, le combat anti-colonial, on la retrouve en 1998, aux côtés de l'avocat Marcel Manville, sur la plainte contre X déposée à propos du massacre des Algériens à Paris le 17 octobre 1961.
En novembre 1983, sa carrière d'avocate est marquée par un fait violent ; Lionel Cardon, qui vient de tuer un motard de la police, Claude Hochard, pour protéger sa fuite durant sa cavale (il est recherché pour les meurtres des époux Aran à Pessac en Gironde), se fait annoncer sous un faux nom à son cabinet. Il la connaissait pour lui avoir été opposé lors d'un procès où elle défendait une de ses victimes. L'avocate et Annette Kahn, journaliste du Quotidien de Paris, sont prises en otage. Elle l'empêchera de se suicider après la libération de la journaliste.
Elle a signé l'appel du 31 octobre 2000 lancé par L'Humanité pour la condamnation de la torture pendant la guerre d'Algérie.